# Природно-заповідний фонд Карлівського району
Природно-заповідний фонд колишнього Карлівського району становив 8 об'єктів ПЗФ (усі місцевого значення): 6 заказників і 2 пам'ятки природи. Загальна площа ПЗФ — 1293,1 га.

## Об'єкти

### Заказники
| Назва об'єкта           | Тип, категорія, значення                | Рік створення | Площа (га) | Місцезнаходження                                     | Зображення |
| ----------------------- | --------------------------------------- | ------------- | ---------- | ---------------------------------------------------- | ---------- |
| «Капусник»              | Заказник ботанічний місцевого значення  | 1995          | 301        | с. Варварівка, Карлівське лісництво, кв. 1-7         |            |
| «Климівський»           | Заказник ботанічний місцевого значення  | 1993          | 144,3      | околиці с. Климівка                                  |            |
| «Климівський»           | Заказник ландшафтний місцевого значення | 1995          | 415        | с. Климівка, Карлівське л-во, кв. 33-49              |            |
| «Урочище Красноперівка» | Заказник ландшафтний місцевого значення | 1995          | 317        | околиці м. Карлівка, Карлівське лісництво, кв. 14-23 |            |
| «Олегова балка»         | Заказник ландшафтний місцевого значення | 1993          | 52,7       | селище Мартинівка                                    |            |
| «Піщанка»               | Заказник ландшафтний місцевого значення | 2018          | 26         | околиця с. Верхня Ланна                              |            |

### Пам'ятки природи
| Назва об'єкта    | Тип, категорія, значення                       | Рік створення | Площа (га) | Місцезнаходження                          | Зображення |
| ---------------- | ---------------------------------------------- | ------------- | ---------- | ----------------------------------------- | ---------- |
| «Академія»       | Пам'ятка природи комплексна місцевого значення | 1993          | 33,6       | східна околиця с. Лип'янка                |            |
| «Дуби черешчаті» | Пам'ятка природи ботанічна місцевого значення  | 2002          | 3,5/74     | м. Карлівка, в районі залізничної станції |            |